# Juan Manuel Llamosas
Juan Manuel Llamosas (Río Cuarto, Córdoba, 4 de septiembre de 1974) es un político argentino perteneciente al Partido Justicialista, fue intendente de la ciudad de Río Cuarto desde 2016 a 2024. Estudió en la Universidad Nacional de Córdoba

## Trayectoria Política

### Intendente de Río Cuarto (2016-2024)
En las Elecciones a intendente de Río Cuarto del 2016, Llamosas ganó con el 46,55% al candidato de la coalición Cambiemos el ex legislador provincial (2011-2015) de la UCR, Eduardo Yuni quien sacó el 32,77%.
En las elecciones de 2020, Llamosas logra su reelección con el 41,00% por la coalición Hacemos por Córdoba sobre el candidato de Juntos por Río Cuarto el médico y ex Secretario de Salud de Juan Jure (2008-2016), Gabriel Abrile (UCR) que logro el segundo lugar con el 33,90%. El Concejo Deliberante quedó conformado por 10 de Hacemos por Córdoba, 7 de Juntos por Río Cuarto y 2 de PAIS.

#### Su apoyo a Guillermo De Rivas
En noviembre de 2023, Llamosas eligió a su Secretario de Gobierno, Guillermo Luis De Rivas como su delfín para la intendencia de Río Cuarto. De Rivas debía enfrentarse a la exdiputada nacional, Adriana Nazario para la candidatura del peronismo pero finalmente Nazario decidió jugar por afuera del partido e inscribió a su propia coalición (La Fuerza del Imperio del Sur) de 6 partidos y Llamosas con De Rivas inscribieron a Hacemos Unidos por Río Cuarto para las elecciones del 23 de junio de 2024.
De Rivas ganó las elecciones el 23 de junio con el 37,15% seguido por el concejal radical (2020-2024), Gonzalo Parodi (alianza Primero Río Cuarto) 24,29% y en tercer lugar Adriana Nazario con el 21,18%. El concejo deliberante queda confirmado por 10 concejales oficialistas, 4 concejales de Primero Río Cuarto, 4 de La Fuerza del Imperio del Sur y 1 concejal del Partido Libertario.

#### Asesor del poder Ejecutivo provincial (2024-actualidad)
El día 22 de julio de 2024, Llamosas fue nombrado Asesor del poder Ejecutivo de la provincia con rango de ministro para poder fortalecer el gobierno en los 4 departamento del sur.